# السيافة

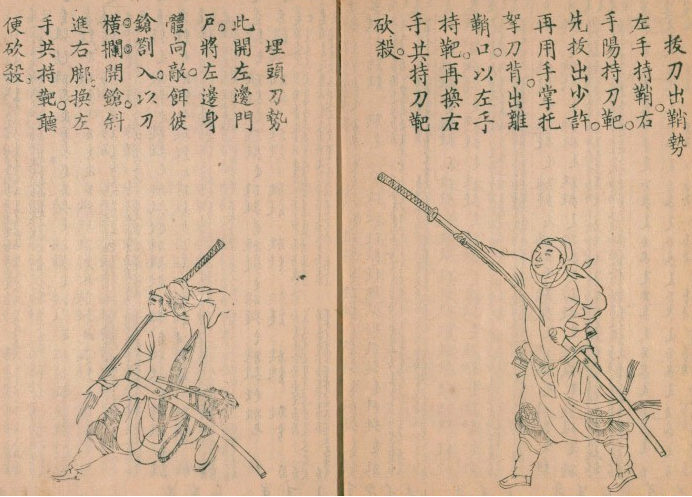
تصوير المبارز الصيني وهو يحمل سيفًا ذو حد واحد، من دان داو فا شوان ، ج. 1626

تشير السيافة أو المثافقة بالسيف إلى المهارات والتقنيات المستخدمة في القتال والتدريب باستخدام أي نوع من أنواع السيوف. المصطلح حديث، وعلى هذا النحو تم استخدامه بشكلٍ أساسيٍّ للإشارة إلى مبارزة السلاح بالسيف الصغير، ولكن يمكن أيضًا تطبيقه على أي فنون قتالية تتضمن استخدام السيف. تشكيل الكلمة الإنجليزية "المبارز" يوازي الكلمة اللاتينية المصارع، وهو مصطلحٌ يشير إلى المقاتلين المحترفين الذين قاتلوا ضد بعضهم البعض أو ضد مجموعةٍ متنوعةٍ من الأعداء الآخرين لتسلية المتفرجين في الإمبراطورية الرومانية. كلمة المصارع نفسها تأتي من الكلمة اللاتينية غلاديوس، وهو نوع من السيوف.

## روابط خارجية
- التحالف التاريخي للفنون القتالية الأوروبية
- الاتحاد البريطاني للمبارزة التاريخية بالسيف
- أدلة المبارزة التاريخية
- كوريو.كوم
- مدرسة المتحمسين القتاليين القدماء (ACES)